# ジョンズ・ホプキンス・メディスン
ジョンズ・ホプキンス・メディスン（Johns Hopkins Medicine International, JHMI）は、ジョンズ・ホプキンス大学医学部が設立した協力プログラムである。長期的視点と使命重視を通じて医療の質を高めることを目的としている。

## 協力形態
1. 病院のマネジメント: JHMIは、協力医療機関における日々のオペレーションを精査・監督する
2. 臨床のオペレーション: JHMIは、協力医療機関における臨床のオペレーションを精査・監督する
3. 提携: 提携医療機関は、JHMIの教職員を、医療の質と安全を高めるためのパートタイムの医療ディレクターとして受け入れることができる
4. 戦略的な協力: JHMIは、教育的サポートやコンサルティングサポートを提供する

## 東京ミッドタウン・メディカルセンター

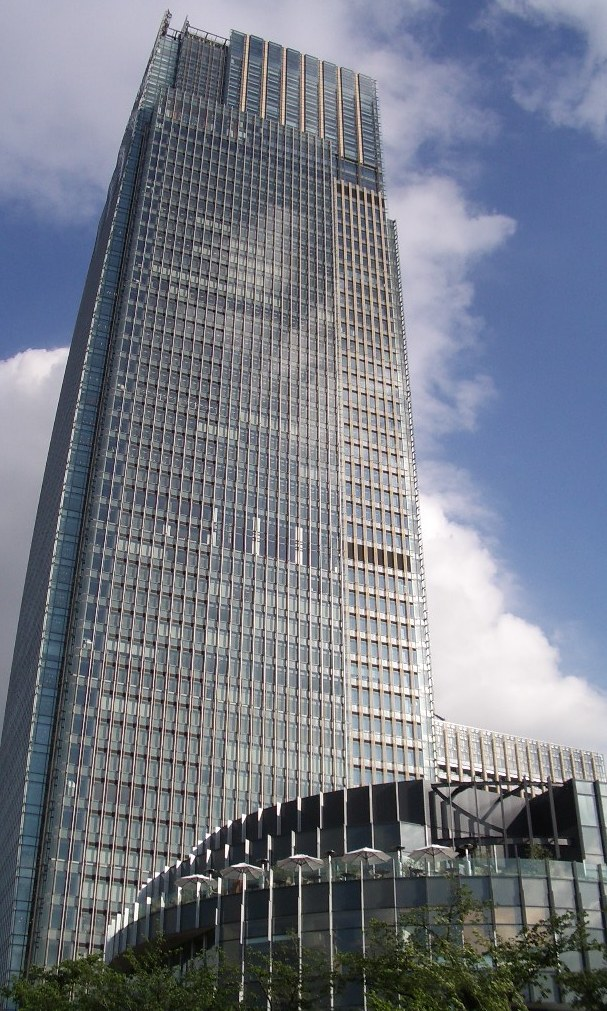
ミッドタウンタワー

JMHIが提携している医療機関のひとつには、東京・六本木の 「東京ミッドタウンクリニック（Tokyo Midtown Medical Center）」がある。
JMHIは、施設が所在する複合施設・東京ミッドタウンの運営者である三井不動産と2005年（平成17年）に締結した契約に基づき、同施設の開業時には診療や病院設計に関するノウハウを提供したほか、その後はジョンズ・ホプキンス病院（アメリカ・フィラデルフィア）への病院見学や、遠隔でのセカンド・オピニオンや紹介を行っている。三井不動産は、JHMIの持つ外来診療や日帰り手術に関する知見に期待してこの提携を実施しており、JHMIのノウハウを導入した高度な設備やアウトソーシングサービス、外国人を対象とした付加価値サービスなどを提供するとしている。
東京ミッドタウンクリニックはミッドタウン・タワーの6階に約2,034平米(約615坪)を占有しており、医院としては医療法人社団創進会 （現在は医療法人社団ミッドタウンクリニック）が運営者となっている。実際の運営者は、三井不動産も出資して設立された株式会社東京ミッドタウンメディスンであるが、同社の実態はリゾート事業などを行う株式会社リゾートトラストの子会社で、会員制医療などを手がける株式会社ハイメディックである。